# ストラボン

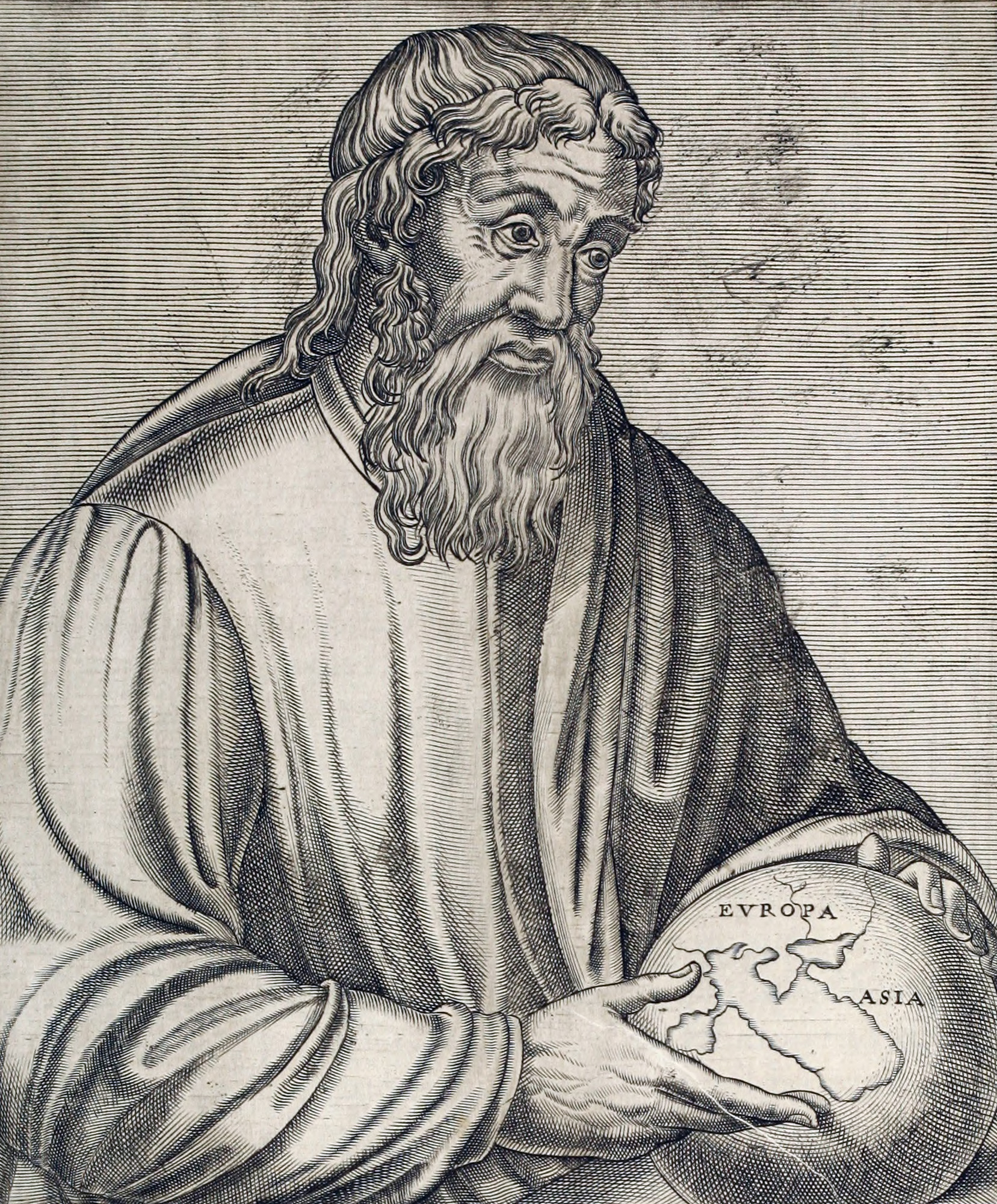
ストラボン。16世紀の彫刻画

ストラボン（ギリシア語: Στράβων / Strábôn、ストラボーン,ラテン語: Strabo, 紀元前64年/63年 - 24年頃）は、古代ローマ時代のギリシア系の地理学者・歴史家・哲学者。
全17巻から成るギリシャ語で書かれた『地理誌』（または地理書、Γεωγραφικά, Geōgraphiká、ゲオグラフィカ）で知られる。この大著は、当時の古代ローマの人々の地理観・歴史観を知る上で重要な書物となっている。

## 生涯・人物
ストラボンの出自や生涯は『地理誌』の記述の中で若干触れられている（記載の地域縁の人物に自らの故郷や恩師が登場すると、その人物と自身との関係が記載される）。小アジア北部にあったポントゥスのアマセイア（現トルコ領：アマスィヤ）の裕福な家庭に生まれる。当時はポントゥス王国が滅亡しローマの属州となったばかりであった。家系はポントス王国の有力者に連なり、母方の先祖はミトリダテス6世の乳兄弟であった。最初は小アジアのニュサに学び、後にローマにて哲学と地理学を学んだ。
哲学の立場としては、アリストテレス派、後にストア派になり、政治的には、ローマ帝国を支持していた。
ストラボンの生涯は旅に特徴付けられる。その範囲は西はイタリア半島西岸のトスカナ、南はエチオピアに及ぶ。地中海沿岸諸都市のみならずエジプト、クシュなど内陸にも旅し、その見聞を元に17巻からなる『地理誌』（Geographica）を示した。（多くは現存している）この著の完成時期は不明であるが、記載内容からティベリウスの治世の時に多くは書かれたものと推測されている。この著作は、地中海沿岸の都市の詳細な叙述で知られ、地域の記載のみならず歴史やその都市の伝説にまで触れて、当時の歴史・地理を知る上で重要な書物である。23年頃にアマセイアにて没している。没年は紀元21年という説もある。

## 著作
『地理誌』を上回る全47巻からなるとされる『歴史』（Historica hypomnemata）はほとんど散逸してしまい、現存しているのはイタリア・ミラノ大学所有のごく一部の断片にしか過ぎない。
ストラボン本人が『地理誌』内でこの本について触れている部位があるのである程度は推測できる部位があり、まず序文（第I巻1章23節）ですでに書いた歴史記録の書について言及しているため、『地理誌』より『歴史』が先に書かれたこと。第XI巻9章3節で「パルティア人の法制について」が（『歴史』の）第6巻にあるとしているが、この巻が「ポリュビオス（古代ギリシャの歴史家）以後の第2巻目」という言われ方をしているので初期4巻が主にポリュビオスの本から引用した記述でそれ以後の第5巻からは内容が大きく違い、第5巻がポリュビオスが筆をおいた紀元前140年代付近からの話でそれ以前は要約に近い内容であること。また第II巻1章9節で以前アレクサンドロス大王の歴史を書き記した時（その元になった資料で）インドの情報が大雑把であることを痛感した下りから、この初期4巻にアレクサンドロスの話があったことなどが分かっている。

これ以外に他者からの引用としてスイダスの「ストラボンはポリュビオス以後のことを43巻の書に収めた」というくだりから『歴史』は全47巻、フラウィウス・ヨセフスが『ユダヤ古代誌』の第XV巻1章2節でヘロデ大王がアンティゴノスを処刑させた下り（紀元前37年ごろと分かっている）について引用していることから、少なくとも紀元前37年までは記述があったこと、また同じくヨセフスがストラボンの歴史書とダマスコのニコラウスの歴史書（これも現存しないがヨセフスたちの引用がある）の記述の一致をアピールしているが、両者の執筆年代が同時期であることからどちらかがもう一方の引用なのではなく、さらにさかのぼって双方で共に参考にした歴史書の存在が推測される。
ストラボンの用いた史料は大プリニウス『博物誌』程膨大な書籍を参照したわけではなく、主要史料は本文中でもしばしば引用・批判されている以下の書籍と考えられている。
1. エラトステネス『地理学』
2. ポセイドニオス『歴史』
3. 『ポンペイウス伝』
4. 『オケアノス論』
5. ポリュビオス『歴史』巻34巻（この巻はヨーロッパの地誌を扱っているとストラボンは述べている）
6. アポロドロス『軍船目録』
7. ヒッパルコス「エラトステネス批判」

ストラボンの『歴史』と『地理誌』の執筆の背景には、アレクサンドロス大王によって知られることとなった東方世界と、ローマ人によって統合された西方世界が当時の西洋人によって知られる人類世界のほぼ全てを占めていたことから、人類世界（の歴史（時間）と地誌（空間））の全てを記すという世界認識への関心があったと推測されている。

## 著作物
- 『地理誌』（Geographica） 
  - 日本語訳『ギリシア・ローマ世界地誌』2巻組、飯尾都人訳編、龍渓書舎、1994年7月。ISBN 978-4844783770
- 『歴史』（Historica hypomnemata）、現存せず